# Germán Dévora
Dévora  Ceballos est un nom espagnol. Le premier nom de famille, en général paternel, est Dévora ; le second, en général maternel, souvent omis, est Ceballos.
Germán Dévora, né le 16 novembre 1943 à Las Palmas de Grande Canarie en Espagne, est un footballeur international espagnol qui occupe le poste d'attaquant. Ayant effectué toute sa carrière de joueur dans le club de sa ville natale, l'UD Las Palmas, dont il devient ensuite entraîneur puis président d'honneur, il compte cinq sélections avec l'équipe d'Espagne entre 1968 et 1972.

## Biographie

### Carrière de joueur

#### En club
Germán Dévora commence le football dans les équipes de jeunes de l'UD Las Palmas, le club de sa ville natale Las Palmas de Grande Canarie, et dispute son premier match en équipe première en 1962, une défaite 4-1 lors d'un déplacement chez le Recreativo de Huelva dans le cadre de la Segunda División. Il devient champion en 1964 et accède ainsi à la Primera División.
À ce niveau, il fait partie de l'équipe qui termine troisième du championnat en 1968 puis deuxième en 1969, ce qui amène pour la première fois Las Palmas à disputer une coupe d'Europe, la Coupe des villes de foires 1970. Trois ans plus tard, il dispute à nouveau une compétition continentale, la Coupe UEFA. Las Palmas y est éliminée en huitièmes de finale par les Néerlandais du FC Twente. Dévora dispute son dernier match le 15 avril 1978, un nul 0-0 en déplacement contre l'UD Salamanca pour le compte de la Primera División,.
En 2017, les lecteurs de Marca intègrent Dévora, surnommé el Maestro, dans une équipe historique du club canarien. Au moment de l'arrêt de sa carrière, Dévora possède avec 453 rencontres le record du nombre de matchs officiels disputés avec son club, un record qui est dépassé en août 2018 par David García.

#### En sélection
La première sélection en équipe nationale de Germán Dévora a lieu le 2 mai 1968 lors d'un déplacement à Malmö pour affronter la Suède, un match qui se solde par un nul 1-1. Sa dernière sélection avec la Roja se déroule le 11 octobre 1972 lors de la réception à Madrid de l'Argentine pour une victoire espagnole 1-0. Ses cinq sélections en équipe nationale se soldent par deux victoires et trois matchs nuls.

### Après-carrière
Germán Dévora occupe à plusieurs reprises le banc de l'UD Las Palmas. Son dernier passage, en 1991-1992, se solde par la relégation du club en Segunda División B. En septembre 1995, il entraîne l'Unión Deportiva Gáldar en Segunda División B et y reste en fonction jusqu'en janvier 1997.
Ayant également occupé le poste de secrétaire technique de l'UD Las Palmas, il devient président d'honneur de ce club en juillet 2011.

## Palmarès
Durant sa carrière en club, Dévora remporte avec l'UD Las Palmas la Segunda División en 1963-1964.

## Statistiques
Le tableau ci-dessous résume les statistiques en match officiel de Germán Dévora durant sa carrière de joueur professionnel,.
| Saison                | Club                  | Championnat           | Championnat | Championnat | Coupe(s) nationale(s) | Coupe(s) nationale(s) | Compétition(s) continentale(s) | Compétition(s) continentale(s) | Compétition(s) continentale(s) | Espagne | Espagne | Total | Total |
| Saison                | Club                  | Division              | M.          | B.          | M.                    | B.                    | Comp.                          | M.                             | B.                             | M.      | B.      | M.    | B.    |
| 1962-1963             | UD Las Palmas         | Segunda División      | 17          | 4           | 2                     | 0                     | -                              | -                              | -                              | -       | -       | 19    | 4     |
| 1963-1964             | UD Las Palmas         | Segunda División      | 22          | 11          | 3                     | 3                     | -                              | -                              | -                              | -       | -       | 25    | 14    |
| 1964-1965             | UD Las Palmas         | Primera División      | 28          | 8           | 6                     | 1                     | -                              | -                              | -                              | -       | -       | 34    | 9     |
| 1965-1966             | UD Las Palmas         | Primera División      | 4           | 0           | -                     | -                     | -                              | -                              | -                              | -       | -       | 4     | 0     |
| 1966-1967             | UD Las Palmas         | Primera División      | 26          | 3           | 4                     | 4                     | -                              | -                              | -                              | -       | -       | 30    | 7     |
| 1967-1968             | UD Las Palmas         | Primera División      | 30          | 7           | 3                     | 1                     | -                              | -                              | -                              | 1       | 0       | 34    | 8     |
| 1968-1969             | UD Las Palmas         | Primera División      | 30          | 4           | 2                     | 0                     | -                              | -                              | -                              | 3       | 0       | 35    | 4     |
| 1969-1970             | UD Las Palmas         | Primera División      | 25          | 5           | 4                     | 1                     | C3                             | 2                              | 0                              | -       | -       | 31    | 6     |
| 1970-1971             | UD Las Palmas         | Primera División      | 29          | 6           | 3                     | 0                     | -                              | -                              | -                              | -       | -       | 32    | 6     |
| 1971-1972             | UD Las Palmas         | Primera División      | 33          | 15          | 4                     | 0                     | -                              | -                              | -                              | -       | -       | 37    | 15    |
| 1972-1973             | UD Las Palmas         | Primera División      | 34          | 13          | 2                     | 0                     | C3                             | 6                              | 3                              | 1       | 0       | 43    | 16    |
| 1973-1974             | UD Las Palmas         | Primera División      | 32          | 10          | 9                     | 4                     | -                              | -                              | -                              | -       | -       | 41    | 14    |
| 1974-1975             | UD Las Palmas         | Primera División      | 28          | 9           | 6                     | 0                     | -                              | -                              | -                              | -       | -       | 34    | 9     |
| 1975-1976             | UD Las Palmas         | Primera División      | 24          | 4           | 3                     | 0                     | -                              | -                              | -                              | -       | -       | 27    | 4     |
| 1976-1977             | UD Las Palmas         | Primera División      | 20          | 1           | 4                     | 1                     | -                              | -                              | -                              | -       | -       | 24    | 2     |
| 1977-1978             | UD Las Palmas         | Primera División      | 6           | 0           | -                     | -                     | C3                             | 2                              | 0                              | -       | -       | 8     | 0     |
| Total sur la carrière | Total sur la carrière | Total sur la carrière | 388         | 100         | 55                    | 15                    | -                              | 10                             | 3                              | 5       | 0       | 458   | 118   |